# Агротехсервіс (футбольний клуб)
«Агротехсервіс» — український футбольний клуб з міста Сум. Виступав у чемпіонаті СРСР 1991 року, чемпіонатах України 1992 (весна), 1992/1993, 1993/1994, 1994/1995 і 1995/1996 років.

## Попередні назви
- 1965–1993: «Автомобіліст»
- 1993–1994: СБТС (Спорт, Бізнес, Технологія, Сервіс)
- 1995: ФК «Суми»
- 1996: «Агротехсервіс»

## Історія
Сумський «Автомобіліст» з'явився у 1965 році як дітище місцевого автопідприємства № 18021. Двічі (1986 та 1990 рр.) вигравав чемпіонат області і ставав володарем кубка Сумщини (1986 та 1987 рр.). У 1987 році взяв участь у першості України серед аматорів і зайняв у своїй зоні третє місце.
Саме ця команда у 1992 році, вже у чемпіонаті України знову завоювала для міста Суми місце серед професіоналів. Але лише до 1996 року. І знову на декілька років Суми залишилися без професіональної команди.

## Всі сезони в незалежній Україні
| Сезон   | Чемпіонат     | Чемпіонат | Чемпіонат | Чемпіонат | Чемпіонат | Чемпіонат | Чемпіонат | Чемпіонат | Кубок       | Кубок | Кубок | Кубок | Кубок | Кубок | Кубок | Примітка                                 |
| Сезон   | Ліга          | Місце     | І         | В         | Н         | П         | М         | О         | Етап        | І     | В     | Н     | П     | М     | О     | Примітка                                 |
| ------- | ------------- | --------- | --------- | --------- | --------- | --------- | --------- | --------- | ----------- | ----- | ----- | ----- | ----- | ----- | ----- | ---------------------------------------- |
| 1992    | Перша Група А | 8 з 14    | 26        | 11        | 4         | 11        | 29−29     | 26        | 1/16 фіналу | 2     | 1     | 0     | 1     | 1−2   | 2     | «Автомобіліст»                           |
| 1992/93 | Перша         | 17 з 22   | 42        | 13        | 10        | 19        | 39−61     | 36        | 1/64 фіналу | 1     | 0     | 0     | 1     | 0−2   | 0     | «Автомобіліст»                           |
| 1993/94 | Перша         | 18 з 20   | 38        | 11        | 5         | 22        | 39−58     | 27        | 1/32 фіналу | 2     | 1     | 0     | 1     | 2−2   | 2     | СБТС                                     |
| 1994/95 | Перша         | 22 з 22   | 42        | 8         | 3         | 31        | 22−81     | 27        | 1/64 фіналу | 1     | 0     | 0     | 1     | 1−2   | 0     | Перше коло — СБТС Друге коло — ФК «Суми» |
| 1995/96 | Друга Група А | 18 з 22   | 40        | 8         | 6         | 26        | 25-77     | 30        | 1/64 фіналу | 1     | 0     | 1     | 0     | 0−0   | 1     | «Агротехсервіс»                          |
| Всього  | Друга         | 1 сезон   | 40        | 8         | 6         | 26        | 25-77     | 30        | >5 сезонів  | 7     | 2     | 1     | 4     | 4-8   | 5     |                                          |
| Всього  | Перша         | 4 сезони  | 148       | 43        | 22        | 83        | 129-229   | 108       |             |       |       |       |       |       |       |                                          |